# 瞿治平
瞿治平（1931年—1996年1月1日），男，上海人，中国神经病学专家，曾任上海医科大学神经病学研究所所长、教授，药典委员会委员。